# بیچتسه دولنه
بیچتسه دولنه (به لهستانی:  Biczyce Dolne) یک روستا در لهستان است که در گمینا خومیتس واقع شده‌است. بیچتسه دولنه ۷۶۵ نفر جمعیت دارد.